# Ewa Brodnicka
Ewa Brodnicka (nacida el 7 de junio de 1984 en Nowy Dwór Mazowiecki) es una boxeadora profesional polaca, ex campeona europea y ex campeona mundial de la Organización Mundial de Boxeo en peso superpluma.

## Trayectoria
Firmó un contrato profesional con el grupo Tymex Boxing Promotions dirigido por Mariusz Grabowski. Como profesional, debutó el 16 de febrero de 2013 en Pionki, derrotando a Pasa Malagic (0-1).
Después de ocho duelos victoriosos consecutivos, estuvo una pelea con Ewa Piątkowska durante la gala Polsat Boxing Night en Lodz (7-0, 4 KO). Brodnicka ganó esta pelea por unanimidad por puntos (77-75, 77-75, 74-78).
El 19 de diciembre de 2015, se unió a la lucha por el cinturón europeo de peso ligero. Su rival fue el belga Elfi Philips (6-2-3, 2 KO). Ella ganó por puntos (98-92, 98-93, 98-93).
El 13 de mayo de 2017 ganó el título de campeona mundial interina de la Organización Mundial de Boxeo. En el ring de Częstochowa, derrotó con confianza por puntos (100-90, 100-90, 100-90) a la bosnia Irma Adler (16-7, 8 KO).
El 24 de junio, en la gala Polsat Boxing Night en Gdansk, se enfrentó a la representante brasileña Viviane Obenauf (10-2, 5 KO). Ganó este duelo con múltiples puntos (95-94, 94-95, 96-93).
El 21 de abril de 2018, durante la gala Polsat Boxing Night VIII: Night of Revenge en Częstochowa, derrotó por unanimidad a la representante canadiense Sarah Pucek (8-3-1, 1 KO) por puntos (100-90, 99-91, 97). -93).
El 26 de octubre de 2018 en Lublin, derrotó por unanimidad por puntos (97-93, 97-93, 98-92) al representante de Sudáfrica, Nozipho Bell (8-2-1, 3 KO), defendiendo al campeón mundial de la OMB. título en peso superpluma.
El 25 de mayo de 2019, en Jelenia Góra, ganó con la mexicana Janeth Pérez (24-5-2, 6 KO) por decisión mixta de los jueces (96-94, 97-93, 95-95).
El 4 de octubre de 2019, en Częstochowa, derrotó a la representante argentina Edith Soledad Matthysse (16-11-1, 1 KO) con múltiples puntos (95-96, 96-94, 97-93), defendiendo a la campeona mundial de la Organización Mundial de Boxeo por la cuarta vez.
El 30 de octubre de 2020, perdió su cinturón de campeona de la Organización Mundial de Boxeo porque no encajó en el límite de peso antes de la pelea con la estadounidense Mikaela Mayer. Un día después, perdió ante la estadounidense en Las Vegas por unanimidad por puntos (89-99, 88-100, 88-100).
A nivel regional, ostentaba el título europeo de peso ligero femenino de 2015 a 2016. A partir de noviembre de 2019, está clasificada por The Ring y BoxRec como la quinta mejor mujer de peso ligero junior activo del mundo. 

## Récord de boxeo profesional
| 21 peleas    | 20 victorias | 1 Derrota |
| Por nocaut   | 2            | 0         |
| Por decisión | 18           | 1         |

| No. | Resultado | Registro | Adversario              | Escribe        | Tiempo redondo | Fecha                    | Localización                                                  | Notas                                                         |
| --- | --------- | -------- | ----------------------- | -------------- | -------------- | ------------------------ | ------------------------------------------------------------- | ------------------------------------------------------------- |
| 21  | Victoria  | 20-1     | Milena Koleva           | UD             | 8              | 13 de marzo de 2021      | Sport Hall, Dzierżoniów, Polonia                              |                                                               |
| 20  | Derrota   | 19-1     | Mikaela Mayer           | UD             | 10             | 31 de oct de 2020        | Centro de conferencias MGM Grand , Paradise, Nevada , EE. UU. | Para vacante junior ligero de la OMB femenina título          |
| 19  | Victoria  | 19-0     | Djemilla Gontaruk       | UD             | 10             | 7 mar 2020               | Sport Hall, Dzierżoniów, Polonia                              | Retuvo el título de peso ligero junior femenino de la OMB     |
| 18  | Victoria  | 18-0     | Edith Soledad Matthysse | Dakota del Sur | 10             | 4 de oct de 2019         | Hala Sportowa, Częstochowa, Polonia                           | Retuvo el título de peso ligero junior femenino de la OMB     |
| 17  | Victoria  | 17–0     | Janeth Perez            | Maryland       | 10             | 25 de mayo de 2019       | Hala widowiskowo-sportowa, Jelenia Góra, Polonia              | Retuvo el título de peso ligero junior femenino de la OMB     |
| 16  | Victoria  | 16-0     | Campana Nozipho         | UD             | 10             | 26 de octubre de 2018    | MOSiR Hall, Lublin, Polonia                                   | Retuvo el título de peso ligero junior femenino de la OMB     |
| 15  | Victoria  | 15-0     | Sarah Pucek             | UD             | 10             | 21 de abril de 2018      | Hala Sportowa, Częstochowa, Polonia                           | Retuvo el título de peso ligero junior femenino de la OMB     |
| 14  | Victoria  | 14-0     | Viviane Obenauf         | Dakota del Sur | 10             | 24 de junio de 2017      | Ergo Arena, Gdańsk, Polonia                                   | Retuvo el título de peso ligero junior femenino de la OMB     |
| 13  | Victoria  | 13-0     | Irma Adler              | UD             | 10             | 13 de mayo de 2017       | Sport Hall, Częstochowa, Polonia                              | Won de la OMB interino femenina junior ligero título          |
| 12  | Victoria  | 12–0     | Anita Torti             | UD             | 10             | 5 de noviembre de 2016   | Sala ICDS, Łomianki, Polonia                                  | Retuvo el título europeo de peso ligero femenino              |
| 11  | Victoria  | 11-0     | Lela Terashvili         | UD             | 8              | 24 de sep. De 2016       | Sport Hall, Kalisz, Polonia                                   |                                                               |
| 10  | Victoria  | 10–0     | Elfi Philips            | UD             | 10             | 19 dic 2015              | Hall ICDS, Łomianki, Polonia                                  | Ganó el título europeo vacante de peso ligero femenino        |
| 9   | Victoria  | 9-0      | Ewa Piątkowska          | Dakota del Sur | 8              | 26 de septiembre de 2015 | Atlas Arena, Łódź, Polonia                                    |                                                               |
| 8   | Victoria  | 8-0      | Monica Gentili          | UD             | 8              | 16 de mayo de 2015       | Sport Hall, Inowrocław , Polonia                              |                                                               |
| 7   | Victoria  | 7-0      | Gina Chamie             | UD             | 8              | 14 de marzo de 2015      | Cuprum Arena, Lubin, Polonia                                  |                                                               |
| 6   | Victoria  | 6-0      | Galina Gumliiska        | UD             | 6              | 12 de diciembre de 2014  | MOSiR Hall, Radom, Polonia                                    |                                                               |
| 5   | Victoria  | 5-0      | Jekaterina Lecko        | TKO            | 2 (4)          | 17 de octubre de 2014    | Sport Hall, Dzierzoniów , Polonia                             |                                                               |
| 4   | Victoria  | 4-0      | Kremena Petkova         | UD             | 10             | 26 de abril de 2014      | Sport Hall, Dzierzoniów, Polonia                              | Won vacante WBF Intercontinental femenina superligeros título |
| 3   | Victoria  | 3-0      | Pavla Votavova          | TKO            | 1 (4) 0:45     | 8 de febrero de 2014     | Sport Hall, Pionki, Polonia                                   |                                                               |
| 2   | Victoria  | 2-0      | Klaudia Szymczak        | UD             | 4              | 31 de agosto de 2013     | Sportgym Radom, Radom, Polonia                                |                                                               |
| 1   | Victoria  | 1–0      | Pasa Malagic            | PTS            | 4              | 16 de febrero de 2013    | Sport Hall, Pionki , Polonia                                  |                                                               |